# Robert Walker (Regisseur)
Robert Walker (* 1961 in Scarborough, Toronto; † 1. April 2015 in Kalifornien, Vereinigte Staaten) war ein kanadischer Animator und Filmregisseur.

## Karriere
Robert Walker wurde in Scarborough geboren wuchs aber Ottawa auf. Danach besuchte er die St. Lawrence University in New York und wechselte danach zum Sheridan College in Oakville, Ontario. Nach seinem Abschluss arbeitete er bei Atkinson Film-Art, bis er 1989 zu The Walt Disney Company wechselte.
Walker begann im Jahr 1985 beim Filmstab zu arbeiten. So wirkte er bei den Fernsehserien wie Die Raccoons oder auch The Adventures of Teddy Ruxpin sowie bei den Kurzfilmen zu Roger Rabbit (Roger im Rausch der Raserei und Roger auf Abwegen) mit. Er wirkte zudem bei den abendfüllenden Zeichentrickfilmen von Walt Disney wie Die Schöne und das Biest, Aladdin, Mulan und Lilo & Stitch. Sein Regiedebüt gab er bei dem 44. abendfüllende Zeichentrickfilm von Walt Disney Bärenbrüder und erhielt mit Co-Regisseur Aaron Blaise bei der Oscarverleihung 2004 eine Oscarnominierung in der Kategorie „Bester Animationsfilm“. Die Auszeichnung erhielt Andrew Stanton für Pixars Findet Nemo.
Danach zog er sich aus dem Filmgeschäft zurück und starb im Jahr 2015 im Alter von 54 Jahren.

## Filmografie (Auswahl)
- 1985: The Body Electric
- 1985–1989: Die Raccoons (The Raccoons, Fernsehserie, 12 Episoden)
- 1987: The Adventures of Teddy Ruxpin (Fernsehserie, 67 Episoden)
- 1990: Roger im Rausch der Raserei (Roller Coaster Rabbit, Kurzfilm)
- 1990: Bernard und Bianca im Känguruland (The Rescuers Down Under)
- 1991: Die Schöne und das Biest (Beauty and the Beast)
- 1992: Aladdin
- 1993: Roger auf Abwegen (Trail Mix-Up, Kurzfilm)
- 1994: Der König der Löwen (The Lion King)
- 1998: Mulan
- 2002: Lilo & Stitch
- 2003: Bärenbrüder (Brother Bears, Regie)